# 鎮沅イ族ハニ族ラフ族自治県
鎮沅イ族ハニ族ラフ族自治県（ちんげんイぞくハニぞくラフぞくじちけん）は中華人民共和国雲南省普洱市に位置する自治県。

## 行政区画
- 鎮:恩楽鎮、按板鎮、勐大鎮、者東鎮、九甲鎮、古城鎮、振太鎮、和平鎮
- 郷:田壩郷